# Ricardo Villalba
Ricardo Villalba (1960) es un dasónomo y dendrocronólogo argentino, especializado en estudios de paleoclimas.
Es investigador en el IANIGLA, unidad ejecutora del Centro Científico Tecnológico CONICET Mendoza, Argentina. Ha sido uno de los autores del Cuarto Informe de Evaluación del IPCC.
En 2023 fue distinguido por la Fundación Konex con el Diploma al Mérito por su trabajo en Ecología y Ciencias Ambientales en la última década.

## Algunas publicaciones
- lidio López, ricardo Villalba, marielos Peña-Claros. 2012. Los anillos de crecimiento de Centrolobium microchaete (Fabaceae, Papilionoideae), una herramienta para evaluar el manejo forestal de los bosques secos tropicales del Cerrado boliviano. Ecología en Bolivia 46 (2) Ed. Instituto de Ecología, 18 pp.

- raquel gil Montero, ricardo Villalba. 2008. La construcción de Argentina y Bolivia en los Andes meridionales: población, tierras y ambiente en el siglo XIX. Prometeo bicentenario. Edición ilustrada de 	Prometeo Libros, 28 pp. ISBN 9875742457, ISBN 9789875742451

- ricardo Villalba. 1995. Climatic Influences on Forest Dynamics Along the Forest-steppe Ecotone in Northern Patagonia. Ed. Universidad de Colorado, 576 pp.